# Acacia macalusoi
Acacia macalusoi är en ärtväxtart som beskrevs av Giovanni Ettore Mattei. Acacia macalusoi ingår i släktet akacior, och familjen ärtväxter. Inga underarter finns listade i Catalogue of Life.